# 後藤正人
後藤 正人（ごとう まさと ）は、日本のプロデューサー。

## 映画
- 理髪店主のかなしみ - 2002年公開の日本映画。プロデューサーとして。
- 浪商のヤマモトじゃ! - 2003年に公開された映画。プロデューサーとして。
- BOX 袴田事件　命とは - 2010年5月29日に公開された日本映画。エグゼクティブ・プロデューサーとして。

## 舞台
- かっぱの指しゃぶり - 2010年公演の舞台。エグゼクティブ・プロデューサーとして。
- グラッフリーター刀牙 - 2011年3月17日から21日公演の舞台。エグゼクティブ・プロデューサーとして。